# Saint-Maur-des-Fossés

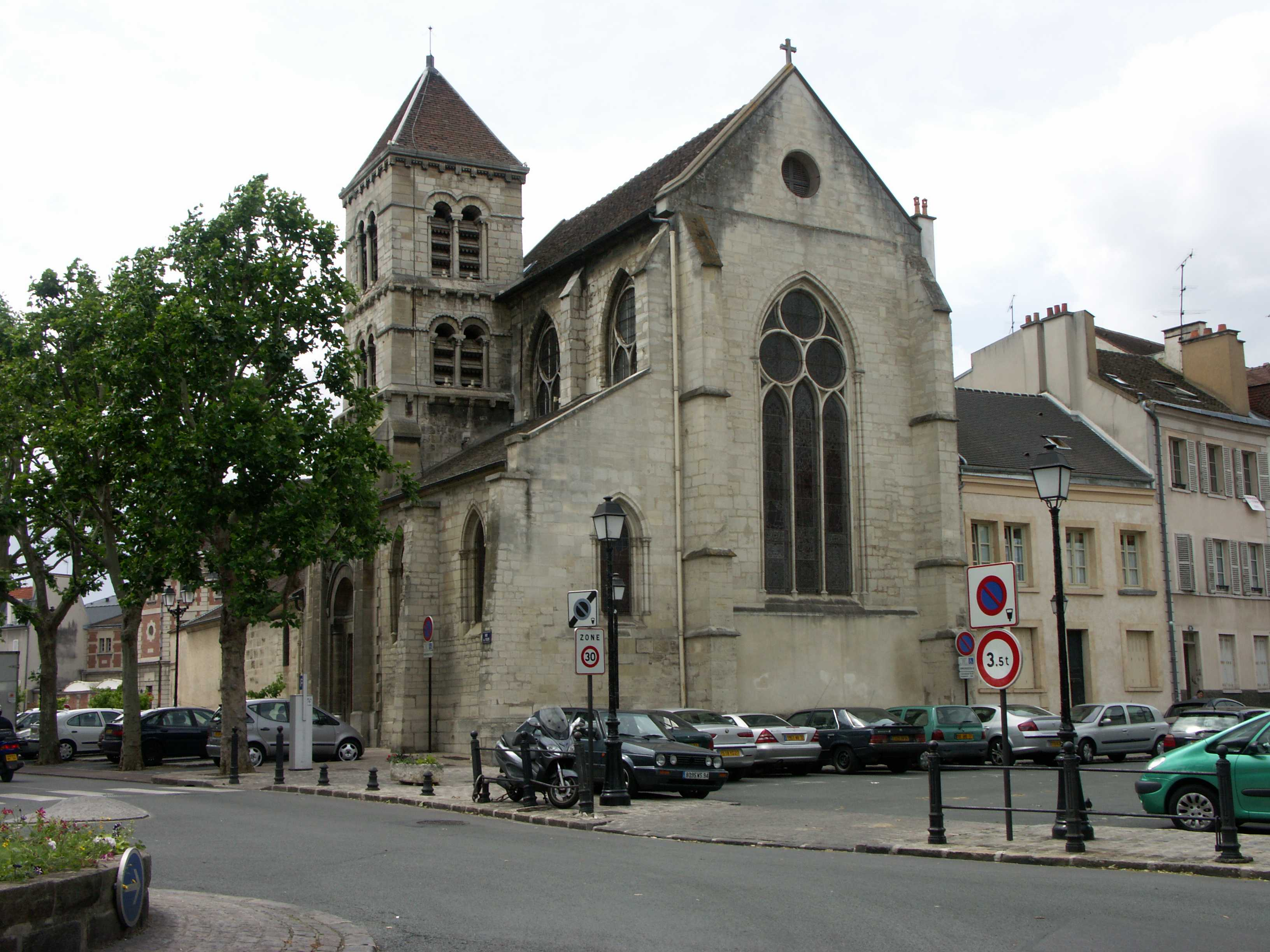
Az Église Saint Nicolas templom a város történelmi központjában

Saint-Maur-des-Fossés Franciaország egyik városa, Párizs délkeleti agglomerációjának része, amelyet szinte teljes egészében körbeölel a Marne folyó. Lakosainak száma 76 010 fő (2022. január 1.). Saint-Maur-des-Fossés Maisons-Alfort, Sucy-en-Brie, Bonneuil-sur-Marne, Chennevières-sur-Marne, Joinville-le-Pont, Champigny-sur-Marne és Créteil községekkel határos.

## Nevének története
639-ben egy apátság épült a mai Saint-Maur területén, a középkori latin nyelven Fossati névre hallgató helyen (lásd fr. fossés, árkok, gödrök). A Szent Péternek és Szűz Máriának emelt apátságot latinul Sanctus Petrus Fossatensis néven hívták (modern franciául Saint Pierre des Fossés, azaz „az árkok Szent Pétere”). 868-ban Kopasz Károly király felkérte a viking invázió miatt Glanfeuil-ből (Le Thoureuil, Maine-et-Loire, Nyugat-Franciaország) elmenekült szerzeteseket, hogy Szent Mór relikviáit őrző apátságukat költöztessék át a Saint Pierre des Fossés'-ba.
A középkorban Szent Mór relikviái arról váltak híressé, hogy állítólag gyógyírt jelentettek az epilepsziára és a köszvényre. A Saint Pierre des Fossés a középkori Franciaország egyik leglátogatottabb zarándokhelye lett. A XIII. századra a relikviák oly népszerűek lettek, hogy az apátságot átnevezték Saint Maur des Fossés-ra (Az Árkok Szent Mórja). Az apátság körül lassan kialakult apró helységet is ezután Saint-Maur-des-Fossés néven ismerték.
A francia forradalom során Saint-Maur-des-Fossés-t a vallásosság visszautasításának jelképeként átmenetileg Vivant-sur-Marne névre keresztelték át („Élénk-a-Marne-on”). A forradalom után a kisváros neve röviden csak Saint-Maur volt, és csak 1897-ben kapta vissza a „des-Fossés” toldalékot – valószínűleg egyrészt történelmi okokból, másrészt pedig azért, hogy megkülönböztethető legyen a többi francia Saint Maur nevű helységtől.

## Népesség
| Lakosok száma | 74 133 | 75 168 | 75 833 | 74 859 | 75 298 | 74 976 | 74 520 | 75 441 | 76 010 |
|               | 2013   | 2015   | 2016   | 2017   | 2018   | 2019   | 2020   | 2021   | 2022   |

## Földrajza

Saint-Maur körül a Marne folyik, északra a Vincennes-i erdő

Saint-Maurt szinte teljesen körülöleli a Marne, amelyet öt híd keresztez: a Pont de la Libération, a Pont du Champigny, a Pont de Chennevières, a Pont du Bonneuil és a Pont de Créteil.
Saint-Maur-des-Fossés napjainkban nyolc városrészből áll:
- Le Vieux Saint-Maur (Apátság, Teilhard de Chardin gimnázium, Place d'Armes)
- Saint-Maur-Créteil (Saint-Maur-Créteil RER állomás, Marcelin Berthelot gimnázium, Arsonval gimnázium, Pont de Créteil lakótelep)
- Le Parc Saint-Maur (Le Parc Saint-Maur RER állomás, Chéron stadion, Brossolette uszoda, Place des Marronniers, Place des Tilleuls)
- Adamville (Place Kennedy, polgármesteri hivatal, színház, zeneiskola, könyvtár, Le Lido mozi)
- Champignol (Champigny RER állomás)
- La Varenne Saint-Hilaire (La Varenne-Chennevières RER állomás, Place du Marché, 4 Deltas mozi)
- Les Mûriers (Place des Molènes)
- La Pie (Les Corneilles stadion, Caneton uszoda)

A saint-mauri zeneiskola a párizsi régió egyik leghíresebb zeneiskolája, egyike Franciaország 34 Conservatoire National de Région országos szintű intézményének.
A Place des Maronniers (Le Parc Saint-Maur) arról híres, hogy a párizsi Place de la Concorde után az Île-de-France régió második legnagyobb tere. A tér közepén áll a Notre-Dame du Rosaire templom.

## Egyéb események és híres lakosok

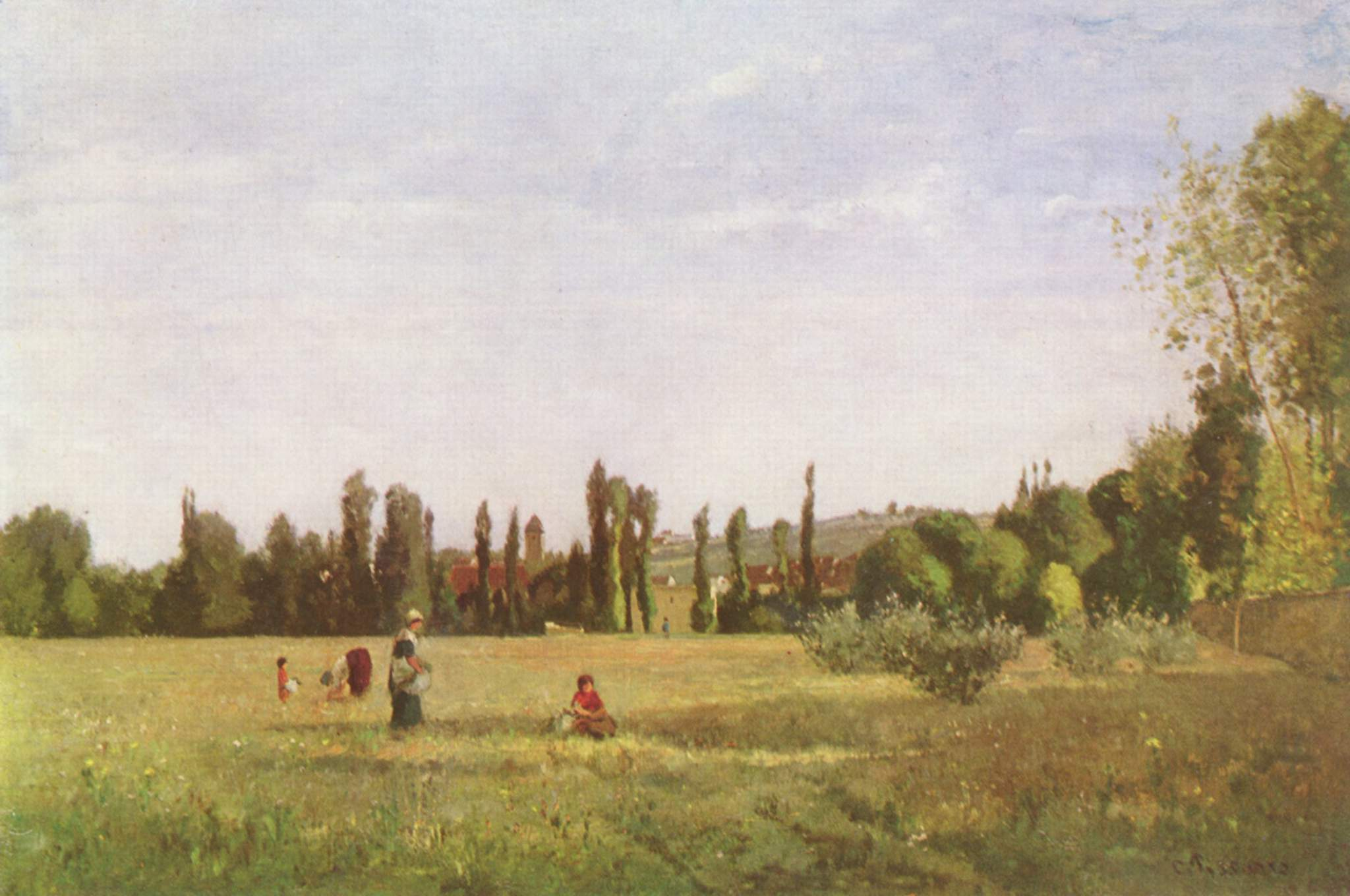
Camille Pissarro festménye La Varenne-St Hilare-ről. Budapesti Szépművészeti Múzeum

A város eredetileg két különálló faluból állt, magából Saint-Maur-ból és La Varenne-Saint-Hilaire-ből. Ez utóbbihoz tartozott a Saint Hilaire vadászbirtok.
1791-ben Saint-Maur-des-Fossés északi részéből egy darabot leválasztottak, hogy megalakítsák a La Branche-du-Pont-de-Saint-Maur falut, amely később Joinville-le-Pont helység lett.
Medici Katalin gyakran látogatott Saint-Maurba, a Vincennes-i kastély helyett inkább ezt szerette. 1563-ban Medici Katalin megvásárolta a közeli Du Bellay kastélyt, amely lényegesen növelte Saint-Maur területét, bár a kastélyt később a francia forradalom során lerombolták. 1568. szeptember 23-án Medici Katalin tizenéves fia, IX. Károly francia király kiadta a Saint Maur-i királyi rendeletet, amely a katolicizmus kivételével az összes vallást betiltotta. A rendelet heves vallási erőszakhoz vezetett Párizsban és kiváltotta az 1572-es Szent Bertalan éjszakája alatt bekövetkezett vérengzést a hugenották ellen.
Saint-Maurban lakott híres írók: Rabelais, François de La Rochefoucauld, Nicolas Boileau, Madame de Sévigné, Madam de La Fayette, Victor Hugo, Id. Alexandre Dumas és Henryk Sienkiewicz.
Szenegál függetlenségét követő első elnöke, Léopold Sédar Senghor a saint-mauri Marcelin Berthelot Gimnáziumban tanított. Ugyanitt tanított 1989-ben Bréda Ferenc esszéíró, irodalomtörténész, aki 1986 és 1988 között a helységben lakott.
Charles Trenet táncdalénekes sokáig lakott Saint Maurban : a Quai Winston Churchill-en található, szerelmespárt ábrázoló bronzszobor lábánál található kalapot Trenet-nek szentelték. Rajta kívül Saint Maurban élt sztárok közé tartozik Vanessa Paradis, Françoise Hardy, Raymond Devos, Michel Jonasz, Eddy Mitchell, Khaled, Natalie Dessay és Marthe Mercadier.
A saint-mauriak azonban Jacques Tatit tartják a leghíresebb lakosuknak. Az 1958-ban készült Nagybácsim című filmjét Saint-Maurban forgatta és sok helyi lakos is szerepelt statisztaként ebben a filmvígjátékban, amely a legjobb külföldi filmnek járó Oscar-díjat is elnyerte. A Place de la Pelouse-on bronzszobor örökíti meg Tatit kedvenc szerepében, Hulot úr nyakigláb esetlenségében.

## Testvérvárosok
- La Louvière, Belgium, 1966 óta
- Ziguinchor, Szenegál, 1966 óta
- Rimini, Emilia-Romagna, Olaszország, 1967 óta
- Hameln, Alsó-Szászország, Németország, 1968 óta
- Bognor Regis, Egyesült Királyság, 1980 óta
- Leiria, Portugália, 1982 óta
- Pforzheim, Baden-Württemberg, Németország, 1989 óta

## Tömegközlekedés
Saint-Maurt az RER A vonala szolgálja ki, állomásai:
- Saint-Maur-Créteil
- Le Parc de Saint-Maur
- Champigny
- La Varenne-Chennevières